# Quận của tỉnh Oise
4 quận của tỉnh Oise gồm:
1. Quận Beauvais, (tỉnh lỵ của tỉnh Oise: Beauvais) với 14 tổng và 258 xã. Dân số của quận này là 195.844 người năm 1990, 209.540 người năm 1999, tăng trưởng dân số là 6.99%.
2. Quận Clermont, (quận lỵ: Clermont) với 7 tổng và 146 xã. Dân số của quận này là 112.295 người năm 1990, và 120.328 người năm 1999, tăng trưởng dân số là 7.15%.
3. Quận Compiègne, (quận lỵ: Compiègne) với 10 tổng và 156 xã. Dân số của quận này là 166.072 người năm 1990, và 173.943 người năm 1999, tăng trưởng dân số là 4.74%.
4. Quận Senlis, (quận lỵ: Senlis) với 10 tổng và 133 xã. Dân số của quận này là 251.392 người năm 1990, và 262.630 người năm 1999, tăng trưởng dân số là 4.47%.